# Phallus ravenelii
Phallus ravenelii, comúnmente conocido como «cuerno hediondo de Ravenel», es un hongo de la familia Phallaceae (cuerno hediondo). Se encuentra en el este de Norteamérica. Sus setas suelen crecer en grandes racimos y destacan por su mal olor y su forma fálica cuando maduran. Es sapróbica y, como tal, se encuentra en una gran variedad de hábitats ricos en restos de madera, desde bosques hasta jardines cubiertos de mantillo o pilas de serrín en zonas urbanas. Aparece de agosto a octubre. El cuerpo fructífero emerge de un huevo de color rosa o lavanda para formar un pedúnculo blanco, alto, cilíndrico, hueco y esponjoso con un sombrero en forma de campana. Los restos del huevo persisten como una volva de color blanco a rosa o lila en la base del tallo. El sombrero está cubierto de una baba de esporas de color verde oliva que atrae a los insectos que ayudan a propagar las esporas. A veces, el sombrero lleva un «velo», una fina membrana que cuelga por debajo. La ausencia de un sombrero rugoso y picado lo diferencia de Phallus impudicus, estrechamente relacionado. El hongo debe su nombre a Henry William Ravenel, un botánico que lo descubrió por primera vez en 1846, aunque permaneció sin describir hasta 1873. Se considera una seta comestible cuando está en forma de huevo.

## Descripción
|                   |
| Un huevo bisecado |

|                                                          |
| Detalle de las superficies de la caperuza y el pedúnculo |

|                                                               |
| La gorra tiene un anillo blanco abierto en la parte superior. |

El hongo comienza su desarrollo en forma de «huevos» de color rosa, lila o púrpura que se asemejan a un globo. El huevo se expande rápidamente hasta formar una estructura en forma de falo con un tallo blanco amarillento y un sombrero en forma de dedal. El sombrero tiene una anchura de 1,5 a 4 cm y una altura de 3 a 4,5 cm; todo el cuerpo del fruto puede alcanzar una altura de 20 cm. La textura del sombrero es finamente granulosa y está unida a un anillo blanco abierto en la parte superior, donde se une con el tallo. En algunos especímenes, esta abertura es relativamente grande con un margen ancho, y da al hongo un aspecto truncado. Microscópicamente, la superficie del sombrero está formada por diminutas células y cavidades, con una estructura esponjosa similar a la del tallo, pero con perforaciones más pequeñas que éste. El margen inferior del casquete no está unido al pedúnculo, y a veces hay un velo membranoso suspendido como un collar alrededor del pedúnculo bajo el casquete; el velo puede ser de longitud variable. Este velo puede verse en huevos disecados en los que está presente como un tejido membranoso distinto y delgado entre el pedúnculo y el casquete antes de la expansión. En esta forma, el velo es continuo desde su unión con el «tejido primordial» en la base del pedúnculo y la volva por debajo hasta la punta del pedúnculo en el punto donde se une al casquete. El velo producido en P. ravenelli es distinto del indusio acampanado en forma de red producido por especies de Phallus como P. indusiatus. La gleba cubre la cabeza y es de color verde oliva a marrón oscuro, de textura viscosa y maloliente. Las esporas miden de 3 a 4,5 μm por 1 a 2 μm, son incoloras, de forma elíptica y textura lisa. Tienen paredes finas y están cubiertas por una capa fina, hialina (transparente) y pegajosa.

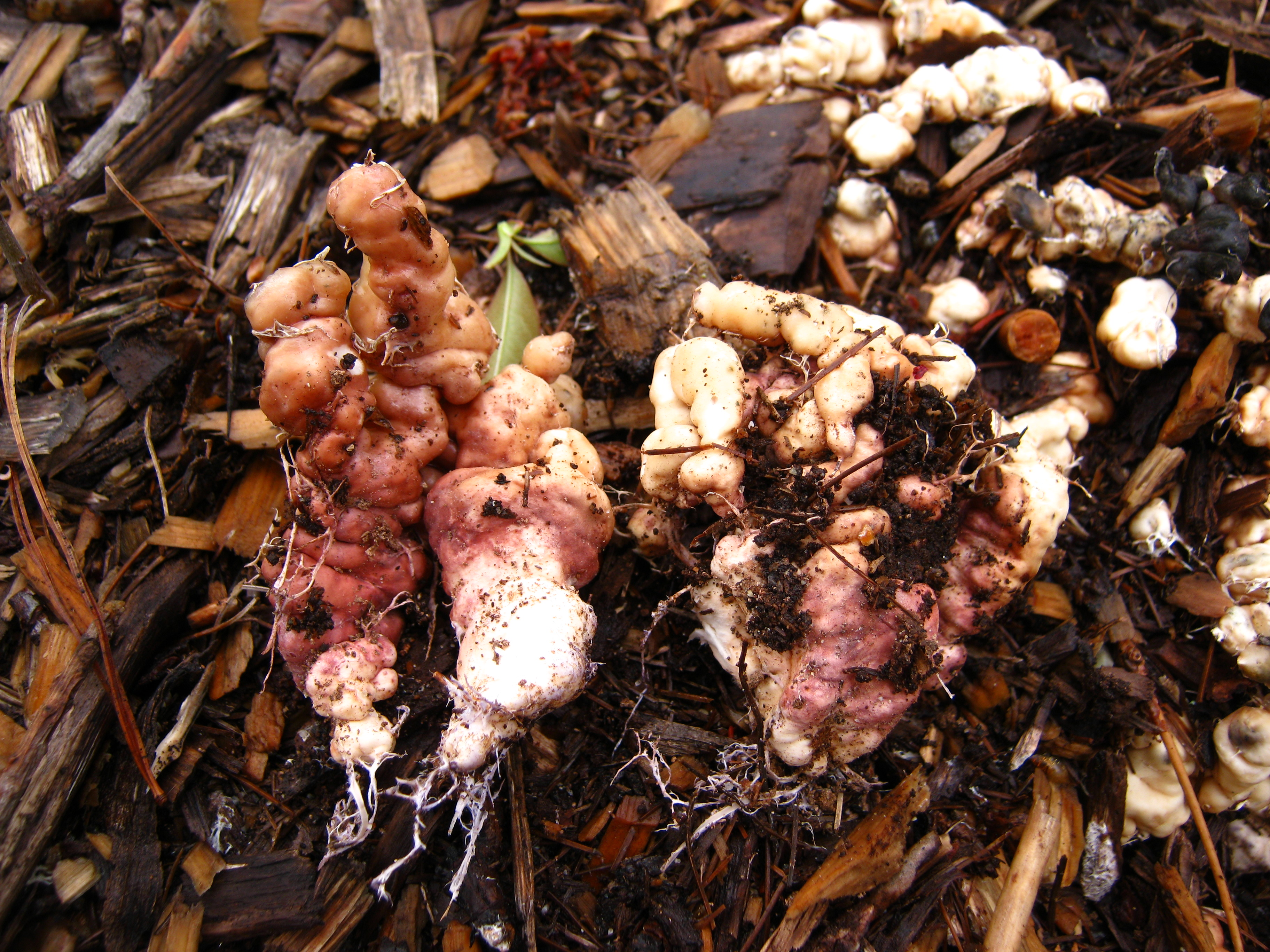
Esclerocios y rizomorfos

El tallo es hueco y mide de 10 a 15 cm de altura y de 1,5 a 3 cm de grosor. Su color puede variar de ligeramente amarillento a blanco. En la base del pedúnculo suele haber una volva (una copa en forma de saco) de color blanco a rosado. Cuando es inmaduro, el cuerpo del fruto está encapsulado dentro de la volva presente como peridio (capa de tejido similar a la piel), que se rompe cuando emerge el hongo. La volva se adhiere al sustrato con rizomorfos blanquecinos o rosáceos (filamentos gruesos de micelio en forma de cordón). Los rizomorfos y micelios que están expuestos al aire acaban adquiriendo un color blanquecino; los que acaban de salir de su sustrato suelen adquirir rápidamente un color púrpura azulado. El hongo produce esclerocios acuosos y carnosos cuyo grosor oscila entre 1 y 10 mm con una longitud de hasta 30 mm. Los esclerocios son irregularmente convolutos y lobulados, y se vuelven duros y córneos al secarse. Los esclerocios tienen una reacción de color similar a la observada en los rizomorfos y, tras una larga exposición al aire, se vuelven gradualmente de un marrón rojizo oscuro uniforme. Phallus ravenelli se considera comestible si está en forma de huevo, y tiene un sabor «suave». El mal olor de las setas maduras disuadiría a la mayoría de recolectarlas para la mesa.

## Especies similares
Phallus ravenelli se confunde a menudo con P. impudicus y P. hadriani. P. impudicus tiene un capuchón muy reticulado (un patrón similar a una red de surcos y crestas) bajo la gleba. P. hadriani también tiene un capuchón reticulado y es menos frecuente que P. ravenelii. La especie más extendida, Itajahya galericulata, tiene un capuchón aproximadamente esférico de varias capas de tejido esponjoso superpuestas con gleba intercalada. El falo rugoso es alto, delgado, de color naranja pálido y se estrecha hacia el capuchón liso. El capuchón es de color oliva negruzco, mientras que la volva es ovalada y blanca. Se encuentra en el este y el sur de Estados Unidos y en China. P. granulosodenticulatus es una especie brasileña poco común con un parecido superficial con P. ravenelii. Aparte de su distribución, se distingue de P. ravenelii por sus cuerpos fructíferos más pequeños de hasta 9 cm (3,5 in) de altura, un margen del sombrero dentado y esporas algo más grandes que miden 3,8-5 por 2-3 μm.

## Distribución y hábitat
El calacín de Ravenel está muy extendido en el este de Norteamérica, desde Quebec en el norte, hacia el sur hasta Florida y hacia el oeste hasta Iowa y Ohio. Al oeste del Mississippi predomina el calacín común (Phallus impudicus). A principios del siglo XX, Lloyd lo calificó como el faloide más común de Estados Unidos. El hongo también se encuentra en Costa Rica.
Como hongo sapróbico, o descomponedor de materia orgánica, el hongo de Ravenel puede encontrarse en casi cualquier hábitat que incluya madera en descomposición. La mayoría de las veces crecen en grupos, aunque ocasionalmente de forma aislada, sobre virutas de madera, tocones de árboles podridos o serrín. Son comunes en parterres urbanos, parques y céspedes, así como en prados, zonas cultivadas y bosques. El olor fétido de la gleba atrae a los insectos que caminan y se alimentan de la superficie que contiene las esporas, y posteriormente diseminan las esporas pegajosas a otros lugares.

## Taxonomía
| «Volva ovada, pero ligeramente partida por encima; tallo independiente del pileo, de 1½ pulgada de alto; pileo de 1½ pulgada de alto, truncado en el ápice, uniforme».—Descripción original de Berkeley. |

La especie fue descrita oficialmente por primera vez en la literatura científica por el micólogo inglés Miles Berkeley en una publicación de 1873. Berkeley obtuvo los especímenes de Moses Ashley Curtis, que a su vez le habían sido enviados por Ravenel a partir de las recolecciones que realizó en el río Santee, en Carolina del Sur, en 1846. Aunque el espécimen había sido enviado con las extensas notas de recolección de Ravenel, la descripción de Berkeley fue breve y omitió mencionar el velo. El estadounidense Curtis Gates Lloyd menospreció más tarde la calidad de la descripción de Berkeley, y señaló que «estaba tan ocupado que no pudo tomarse el tiempo necesario para considerar los detalles, y su “descripción” no dice nada de los caracteres principales de la especie» Charles Horton Peck, al encontrar el hongo en Norteamérica, no pudo identificarlo utilizando la descripción de Berkeley, y en su lugar tuvo que ponerse en contacto con Ravenel para obtener sus notas de colección originales antes de poder confirmar su identidad. Peck escribió más tarde una descripción completa de la especie. En 1898, Edward Angus Burt colocó el taxón en el género Dictyophora, basándose en la presencia del velo. Otto Kuntze transfirió el taxón al género Aedycia (ahora equivalente con Mutinus), resultando en el sinónimo Aedycia ravenelii. El hongo se conoce comúnmente como cuerno apestoso oriental o cuerno apestoso de Ravenel.

## Lectura adicional
- «Nutritional studies on two Gasteromycetes: Phallus ravenelii and Crucibulum levis». Mycologia 61 (3): 606-613. 1969. doi:10.2307/3757250.